# Фармерсвілл (Техас)
Фармерсвілл (англ. Farmersville) — місто (англ. city) в США, в окрузі Коллін штату Техас. Населення — 3612 особи (2020).

## Географія
Фармерсвілл розташований за координатами 33°9′39″ пн. ш. 96°21′43″ зх. д. / 33.16083° пн. ш. 96.36194° зх. д. (33.160832, -96.362007).  За даними Бюро перепису населення США в 2010 році місто мало площу 10,35 км², з яких 9,92 км² — суходіл та 0,43 км² — водойми. В 2017 році площа становила 10,93 км², з яких 10,49 км² — суходіл та 0,43 км² — водойми.

## Демографія
Згідно з переписом 2010 року, у місті мешкала 3301 особа в 1193 домогосподарствах у складі 858 родин. Густота населення становила 319 осіб/км².  Було 1291 помешкання (125/км²).
Расовий склад населення:
| - 78,7 % — білих - 8,5 % — чорних або афроамериканців - 1,0 % — корінних американців - 0,6 % — азіатів - 8,5 % — осіб інших рас |

До двох чи більше рас належало 2,8 %. Частка іспаномовних становила 24,2 % від усіх жителів.
За віковим діапазоном населення розподілялося таким чином: 27,1 % — особи молодші 18 років, 60,0 % — особи у віці 18—64 років, 12,9 % — особи у віці 65 років та старші. Медіана віку мешканця становила 35,6 року. На 100 осіб жіночої статі у місті припадало 91,8 чоловіків;  на 100 жінок у віці від 18 років та старших — 90,3 чоловіків також старших 18 років.
Середній дохід на одне домашнє господарство  становив 58 306 доларів США (медіана — 48 258), а середній дохід на одну сім'ю — 61 475 доларів (медіана — 52 054). Медіана доходів становила 39 693 долари для чоловіків та 30 632 долари для жінок. За межею бідності перебувало 16,0 % осіб, у тому числі 20,7 % дітей у віці до 18 років та 15,7 % осіб у віці 65 років та старших.
Цивільне працевлаштоване населення становило 1830 осіб. Основні галузі зайнятості: освіта, охорона здоров'я та соціальна допомога — 22,7 %, виробництво — 13,2 %, будівництво — 11,7 %.